# Incestophantes khakassicus
Incestophantes khakassicus är en spindelart som beskrevs av Andrei V. Tanasevitch 1996. Incestophantes khakassicus ingår i släktet Incestophantes och familjen täckvävarspindlar. Inga underarter finns listade i Catalogue of Life.